# Pniaki (Katowice)
Pniaki (niem. Pniaky) – część Katowic, położona na terenie dzielnicy Dąbrówka Mała, przy granicy z Siemianowicami Śląskimi, wzdłuż ulicy Siemianowickiej. 
Jej początki jako kolonii Dąbrówki Małej sięgają XVIII wieku, zaś swój rozwój zawdzięcza działającej w latach 1844–1885 kopalni węgla kamiennego „Gute Zuflucht”. Osada ta od 31 grudnia 1959 roku jest częścią Katowic. Historyczna zabudowa koncentruje się przy ulicy Siemianowickiej, w samych Pniakach ulokowały swoje placówki przedsiębiorstwa z różnych branż. 

## Historia

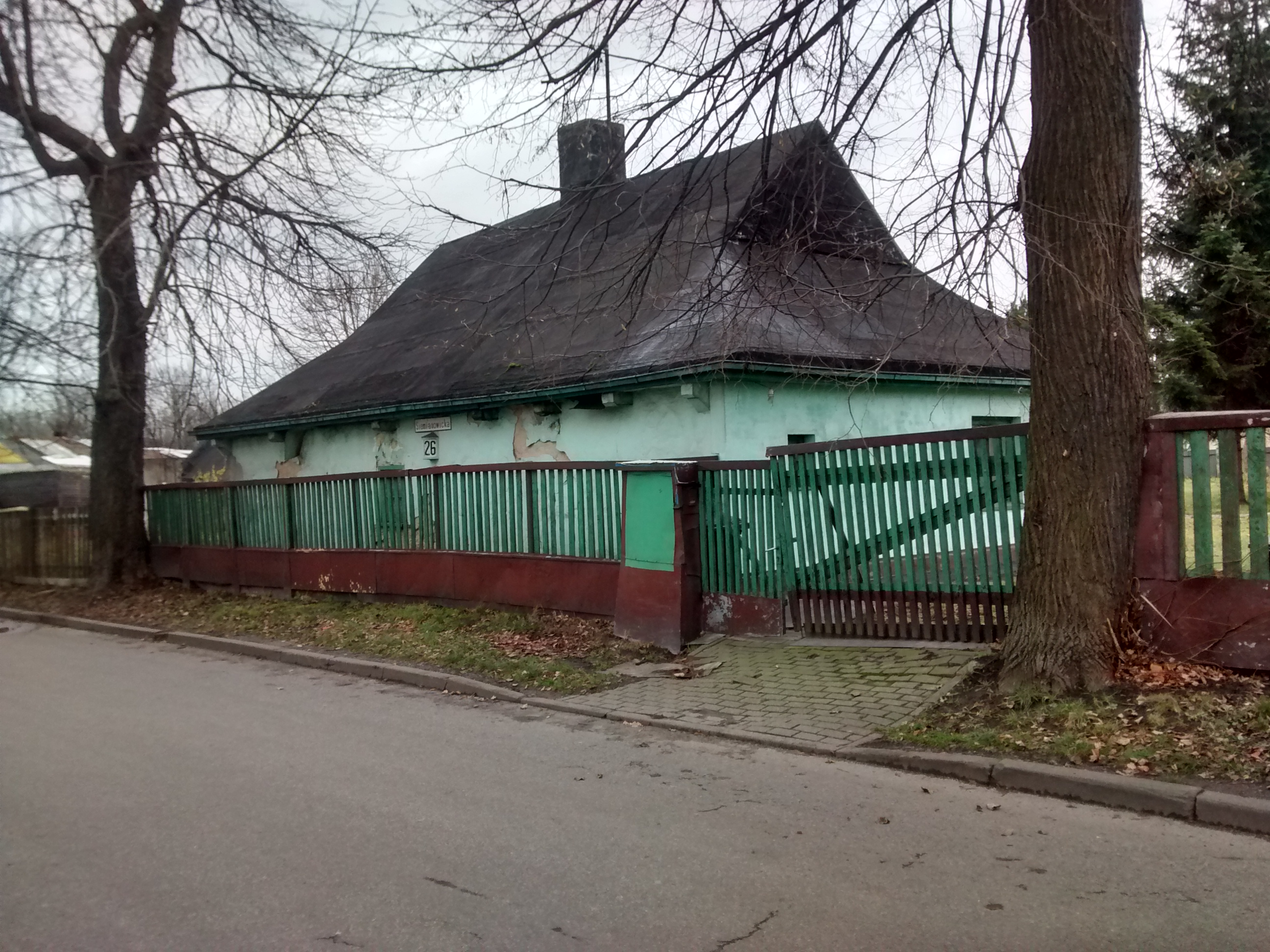
Dom przy ulicy Siemianowickiej 26 z I połowy XIX wieku

Pniaki powstały w XVIII wieku jako kolonia robotnicza na północno-zachodnim obrzeżu wsi Dąbrówka Mała, wzdłuż drogi Bogucice – Siemianowice (obecnie ulica Siemianowicka). Dalszy rozwój kolonii wiąże się z kopalnią „Gute Zuflucht”, czynną w latach 1844–1885. Została ona nadana przez Wyższy Urząd Górniczy już 30 sierpnia 1828 roku. W 1873 roku z kopani wydobyto 24 tys. ton węgla kamiennego. Pola kopani po wykupieniu kuksów przez spółkę Hohenlohe-Werke zostały eksploatowane przez kopalnię „Hohenlohe”. Przy kopalni „Gute Zuflucht” wybudowano szereg domów robotniczych, które zachowały się do dziś wzdłuż obecnej ulicy Siemianowickiej, zaś przy wjeździe do Zakładu Wytwarzania Katowice (d. Elektrociepłownia Katowice), przy ulicy Siemianowickiej znajduje się zabytkowy krzyż z figurą Chrystusa i Matki Boskiej, ufundowany w 1910 roku przez Andreasa Schidlo. Krzyż ten został odnowiony w 2014 roku. 
W 1861 roku w Pniakach mieszkało łącznie 278 osób, w tym 269 katolików, 3 ewangelików i 6 osób wyznania mojżeszowego. Pod koniec grudnia 1885 roku w Pniakach mieszkało 1 017 osób. Osada ta była wówczas częścią gminy Dąbrówka Mała w powiecie katowickim (Kattowitz), zaś mieszkańcy wyznania rzymskokatolickiego przynależeli wówczas do bogucickiej parafii św. Szczepana.
Do 1951 roku Pniaki należały do gminy Dąbrówka Mała, po czym zostały włączone do Szopienic, zaś 31 grudnia 1959 roku do miasta Katowice. Pod koniec lat 70. XX wieku w rejonie Pniaków i Nowego Czekaja oraz sąsiednich Siemianowic Śląskich rozpoczęto budowę fabryki domów oraz elektrociepłowni – późniejszej Elektrociepłowni Katowice.

## Charakterystyka
Pniaki położone są w północnej części Katowic, na terenie dzielnicy Dąbrówka Mała, przy granicy z miastem Siemianowice Śląskie. Główną trasą komunikacyjną Pniaków jest ulica Siemianowicka, łącząca się na południu m.in. z ulicą gen. H. Le Ronda i ulicą Leopolda, zaś na północy kończy się przy Zakładzie Wytwarzania Katowice spółki Tauron Ciepło (dawniej Elektrociepłownia Katowice). Przy tej ulicy znajduje się kilka historycznych budynków (nr 1, 7, 8 18, 24, 26 i 36), główne familoków z początku XX wieku, natomiast pod numerem 26 znajdują się zagroda sięgająca 1825 roku, utrzymująca styl charakterystyczny dla lokalnego budownictwa ludowego. Zachodnia część Pniaków, skoncentrowana w rejonie ulicy Budowlanej, jest miejscem koncentracji różnego rodzaju przedsiębiorstw. Brak tu natomiast placówek opiekuńczo-edukacyjnych.
Dostęp do miejskiego transportu miejskiego, obsługiwanego na zlecenie ZTM, zapewniają przystanki zlokalizowane przy ulicy gen. H. Le Ronda w Katowicach (Dąbrówka Mała Le Ronda) oraz przy ulicy Budowlanej w Siemianowicach Śląskich (Siemianowice Budowlana Wolf). Z pierwszego z nich kursuje 8 linii autobusowych, w tym dwie nocne (stan na lipiec 2021 rok). Wierni rzymskokatoliccy z Pniaków przynależą parafia pw. św. Antoniego z Padwy w Katowicach-Dąbrówce Małej.